# Toy model
Nella fisica un toy model (traducibile in modello giocattolo) è un insieme di rappresentazioni concettuali e di equazioni relative semplificate di un sistema fisico, ma che possono comunque essere utilizzate come base per comprendere un meccanismo in generale più complicato.
Possiamo classificare i toy model in due categorie:
1. I toy model matematici i quali di norma utilizzano la riduzione del numero delle dimensioni o della riduzione del numero di campi e/o variabili oppure la limitazione ad una particolare forma simmetrica [2];
2. I toy model per le descrizioni fisiche i quali rappresentano i fenomeni reali con meccanismi analoghi e vengono spesso utilizzati per illustrare un effetto in modo da renderlo più facile da visualizzare [3].

## Modello fisico
(Albert Einstein)
Il termine modello fisico indica un'idea concettuale della realtà che ci circonda o parte di essa, capace di spiegarne il funzionamento.